# Кондрацкий, Михаил
Михаил Кондрацкий (5 октября 1902 — 27 февраля 1984) — польский композитор украинского происхождения. Уроженец Полтавы. Участвовал в летних Олимпийских играх 1932 года.

## Биография
Родился 5 октября 1902 года в Полтаве. В 1923—1927 годах обучался в Варшавской консерватории у Романа Статковского, Кароля Шимановского (композиция) и Генрика Мельцера (фортепиано). В 1927—1930 годах учился в Париже у Поля Дюки, Поля Видаля, и Нади Буланже, был также секретарём Ассоциации молодых польских музыкантов в Париже.
По возвращении в Варшаву занимался музыкальной критикой и журналистикой, общественной деятельностью. Был одним из организаторов и вице-президентом Польского общества современной музыки, вице-президент Ассоциации музыкальных критиков, член Варшавского оперного общества, член совета директоров: Общества друзей искусства и танца Кароля Шимановского. Он также собирал народную музыку в гуцульском регионе, Подгалье и Живец.
Входил в спортивную сборную Польши на летних Олимпийских играх 1932 года, соревновался в конкурсе искусств.
С началом войны в 1939 году переехал на Средиземное море. В 1940 году он приехал в Бразилию и поселился в Рио-де-Жанейро, где работал на радиостанции, написал «Два бразильских танца» (1943). В октябре 1943 года он переехал в США и поселился в Нью-Йорке, а затем переехал в Си-Клиф. Работал на телевидении в «Голосе Америки». В 1948—1949 и 1957—1969 годах был корреспондентом «Движения музыки».
В 1960 году он переехал в Глен-Ков, где жил до самой смерти.